# دلیا اسکالا
دلیا اسکالا (ایتالیایی: Delia Scala؛ ۲۵ سپتامبر ۱۹۲۹ – ۱۵ ژانویه ۲۰۰۴) هنرپیشه و بالرین اهل ایتالیا بود.
از فیلم‌هایی که وی در آن نقش داشته است، می‌توان به ترانه بهار، زندگی سگی، مسالینا و رویای زورو اشاره کرد.

## نگارخانه

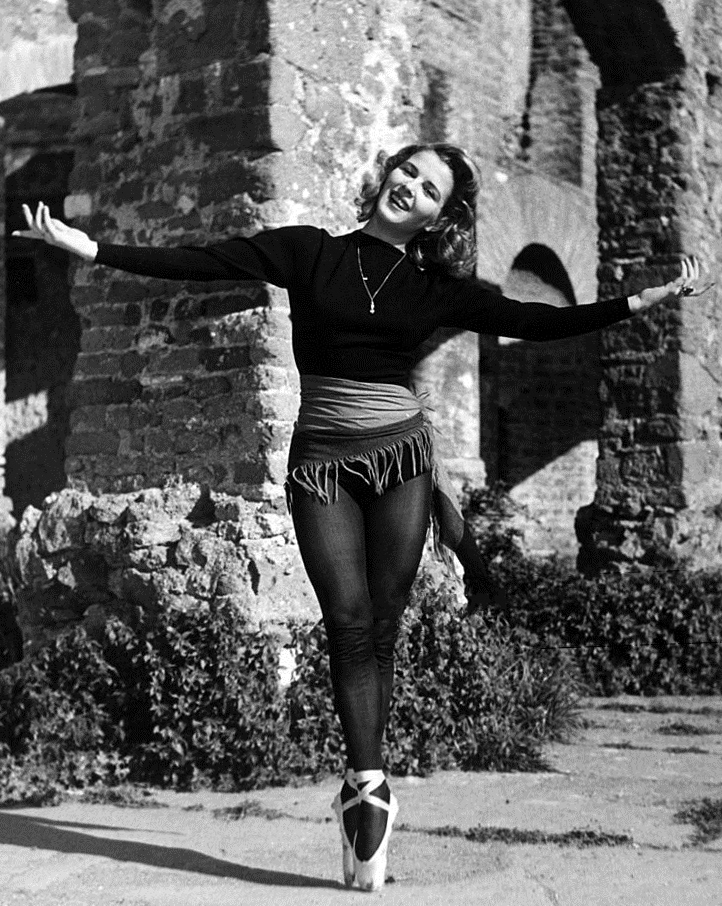
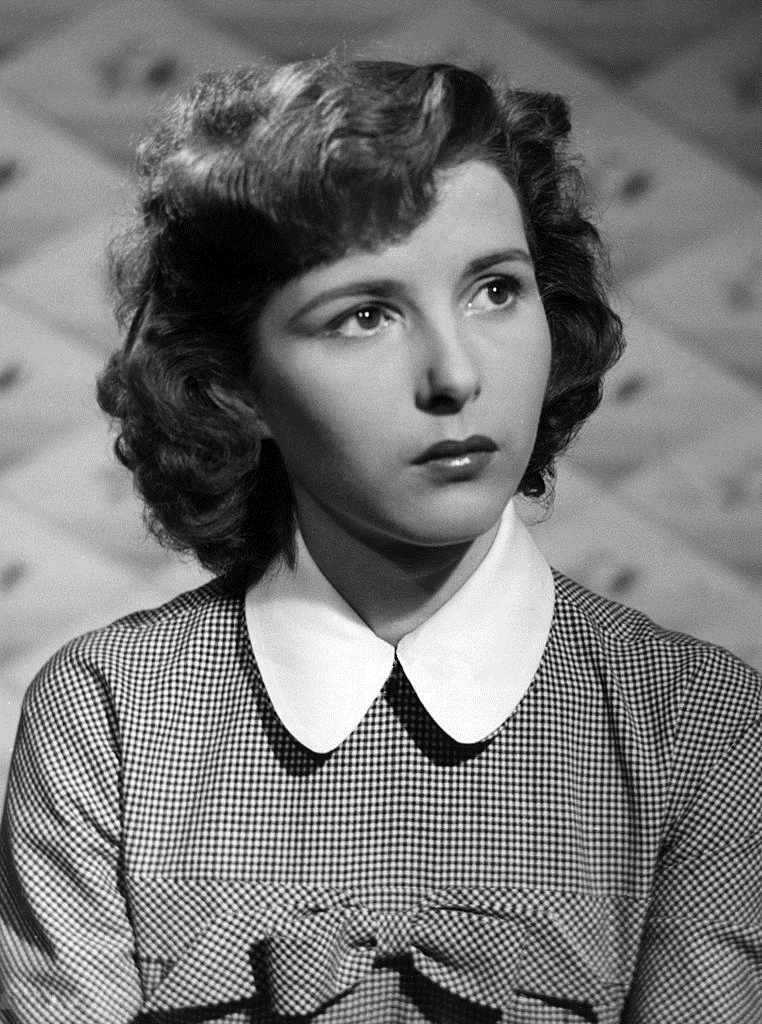